# Piscu Pietrei
Piscu Pietrei – wieś w Rumunii, w okręgu Vâlcea, w gminie Budești. W 2011 roku liczyła 201 mieszkańców.